# Рафінування
Рафінування (рос. рафинирование, англ. raffinage, finishing, refining, нім. Raffinieren n, Raffinierung f, Raffination f) — остаточна очистка продукту (нафти, металів тощо) від небажаних домішок. Застосовується у металургії, нафтопереробці, хімічній та ін. галузях.
Рафінування у металургії відоме здавна. Ось як описує рафінування срібла Георг Агрікола у своїй роботі «Про гірничу справу та металургію» (De Re Metallica, 1556 рік):
| Срібло рафінують у печі, над вогнищем якої влаштовують кам'яну склепінчасту камеру з цегли. Висота її передньої частини становить 3 фута, а вогнище має довжину 5 футів і ширину 4 фута. Бічні стіни і задня стіна становлять одне ціле, спереду ж склепіння лежить на іншому склепінні, над яким і над однією з бічних стін влаштовується димова труба. У печі є кругла яма шириною 1 лікоть і глибиною ½ фута, куди кладуть просіяну золу. В останню ставлять заздалегідь підготовлену глиняну чашу таким чином, щоб вона з усіх боків до країв була оточена золою. Глиняна чаша наповнена порошком, що складається з рівних частин кістяного борошна та золи, взятої з горна, в якому відокремлюють свинець від золота або срібла. Деякі додають до попелу товчену цеглу для того, щоб порошок не притягував до себе срібло. Коли порошок приготований і змочений водою, невелику кількість його кладуть у глиняну чашу та утрамбовують дерев'яною ступкою. ... Чаші мають різну місткість. Деякі з них у готовому вигляді вміщують набагато менше 15 фунтів срібла, інші – 20 чи 30, а інші – 40 чи 50. |
Рафінування (шплейзування, нім. Splessen — за Г.Агріколою) досягається очищення металу від домішок, представлених сіркою, сторонніми металами, за допомогою окисної плавки. Окиснені киснем дуття домішки в описаній технології переходять у шлак, сірка, арсен і стибій випаровуються з газами, що відходять. Рафінований (шплейзований) метал випускався з печі та розливався по виливницях.